# Art on Snow
|  | Dieser Artikel wurde auf der Qualitätssicherungsseite des Projekts Bildende Kunst eingetragen. Die Mitarbeiter der QS-Bildende Kunst arbeiten daran, die Qualität der Artikel aus dem Themengebiet Kunst auf ein besseres Niveau zu bringen. Bitte hilf mit, die Mängel dieses Artikels zu beheben und beteilige Dich an der Diskussion. |

Art on Snow ist ein Winterkunstfestival in Österreich. Es findet seit 2008 jährlich statt. Der Schwerpunkt liegt auf Kunst mit direktem Bezug zum Schnee. Nach den ersten beiden Ausgaben im Kleinwalsertal zog Art on Snow ins Gasteinertal.

## Geschichte
Die erste Art on Snow fand vom 6. bis zum 13. Dezember 2008 in mehreren Locations in Riezlern im Kleinwalsertal statt. Herzstück der ersten Ausgabe waren Ausstellungen aus den Bereichen Ski- und Snowboard-Design. Fotografie-Ausstellungen und -Workshops, eine Ausstellung zur Geschichte und Entwicklung des Snowboards, Design-Workshops und Movie Screenings der neuesten Ski- und Snowboardfilme ergänzten das Programm des Festivals. Im Rahmen dieses ersten Veranstaltung wurden der Snowboardfilm  That’s it, That’s all und der Freeskifilm Aestivation präsentiert. 2009 zog die Ausstellung ins Walserhaus nach Hirschegg um – der zentralen Veranstaltungsstätte im Kleinwalsertal. Damit verdoppelte sich die Ausstellungsfläche und das Festival dehnte sich räumlich auf fast das gesamte Tal aus.
2012 eröffnete die erste Art on Snow Gastein in den Ortschaften Dorfgastein, Bad Hofgastein und Bad Gastein ihre Pforten. Durch die Verschiebung der Veranstaltung vom Dezember in den Februar wurden 2012 erstmals die Kunstformen „Schnee- und Eisschnitzen“ präsentiert.  Neben den bekannten Bausteinen Ski- und Snowboarddesign, Fotografie, Movie-Screening und verschiedenen Workshops wurde auch der Bereich zeitgenössische Kunst integriert. Angefangen vom Gipfel des Fulsecks über Dorfgastein nach Bad Hofgastein über die Gipfelstation Schlossalmbahn weiter zur Gipfelstation Kaserebenbahn und über weitere Stationen bis nach Sportgastein wurde das gesamten Gasteinertal über eine Länge von 26 Kilometer in eine riesige Galerie verwandelt.
Für die Kommunikation der Art on Snow 2013 wurde erstmals ein Artwork kreiert. Passend zum Thema entwickelte das Künstlerkollektiv „Loslohbros“ (bestehend aus Andy und Tom Lohner aus Graz) in Zusammenarbeit mit der finnischen Künstlerin jolimaa, die auch als Vorlage fungierte, eine Figur mit dem Namen „Snow Queen“. Die Foto- und Videoworkshops wurden durch einen Malworkshop ersetzt und erstmals riesige 3D Zeichnungen in den Ortschaften Bad Gastein und Bad Hofgastein sowie mit der „Videoattack“ auch multimediale Videovorführungen in allen drei Ortschaften präsentiert.
Bei der Veranstaltung 2014 wurden sämtliche Ausstellungen und Aktivitäten ins Freie verlegt und um einen Malworkshop und eine Fotoausstellung „Glow in the Dark“ ergänzt, für die 10 riesige Leuchtvitrinen gebaut wurden, um die Bilder outdoor und rund um die Uhr zu präsentieren. Bei der Art on Snow 2015 fand im Kulturpavillons in Bad Gastein eine Fotoausstellung mit auf Glasplatten gedruckten Werken statt: ausgewählte Fotografen des „Snowboard Photography Yearbook 2012/2013“ 96 von Jérôme Tanon.
Die Art on Snow 2016 hatte erstmals ein einheitliches Thema: die Gasteiner Sagen. Als neues Kunstelement wurde das „Audio-Video-Storytelling“ (Multimedia Live Performance) in das Festivalprogramm integriert. Des Weiteren wurden überdimensionale Schneebilder von Simon Beck präsentiert, die nur mittels Schneeschuhen in den Schnee „gemalt“ wurden. Mit dem Motto  „Wasser“ war 2017 auch die Weltpremiere einer auf eine eigens hierfür konzipierte Schneeskulptur projizierte Mappingshow Teil der Multimedia Live Performances. Ebenfalls neu waren das „Pistenraupenballett“ während der Eröffnungsfeier sowie eine Installation aus Holz, Styropor und Baumwollstoffen im Thermalwasserteich in Bad Hofgastein. Im Jahr 2018 war erstmals ein Eisschnitzwettbewerb Teil des Programms, der 2019 durch einen Eisschnitzworkshop ergänzt wurde. Unter dem Motto „Waldbewohner“ verwandelten 2020 knapp 30 Künstler das Gasteinertal während der „Wienerferienwoche“ in einen regelrechten Alpenzoo. Wölfe, Eulen, Bären und viele andere Waldbewohner entstanden aus Schnee und Eis.
Aufgrund der COVID-19-Pandemie ist die Veranstaltung 2021 ausgefallen.
2022 wurde das 10-jährige Jubiläum der Art on Snow Gastein vom 29 Januar bis 4. Februar unter geringen Coronaauflagen nachgeholt. Das Motto Europa zu Gast in Gastein wurde von den knapp 20 internationalen Künstlern in Schnee- und Eisskulpturen in Form von monumentalen Bauwerken (so zum Beispiel der Eiffelturm aus Eis für Frankreich) oder anderen berühmten Symbolen oder Figuren (Zeus aus Eis für Griechenland) umgesetzt.
Im Jahr 2023 lautete das Motto der Art on Snow Zeitreise. Einheimische, nationale und internationale Künstler setzten ihre Skulpturen aus Schnee und Eis passend zum Thema um. Aufgrund der milden Winter in den vergangenen Jahren entschieden sich die Veranstalter, erstmals keine Skulpturen in den Ortschaften umzusetzen, verlegten daher sämtliche Standorte in höhere Lage.
Klein ganz groß lautete das Motto der vierzehnten Art on Snow, welche vom 3. bis 9. Februar 2024 in Gastein stattfand. Sechzehn Künstler verwandelten ein weiters Mal das Gasteinertal in eine Freiluftgalerie mit vergänglichen Kunstwerken aus Schnee und Eis. Unter anderem entstanden meterhohe Pilz, die Minions, ein Stöckelschuh und Mikroorganismen, passend zum Thema, aus riesigen Schneemassen.
Die fünfzehnte Art on Snow wurde vom 1. bis 7. Februar, unter dem Motto Märchen, ein weiteres Mal im Gasteinertal ausgetragen. Fünfzehn Künstler setzten international Märchen wie Dornröschen, Der goldene Adler, Der gestiefelte Kater, Drachenaugen, Frau Holle, Der Froschkönig und Uraschimataro aus Schnee du Eis um. Erstmals wurden die Skulpturen mit einem QR-Code versehen, welcher direkt auf die Hörbücher der einzelnen Märchen verlinkte.

## Auszeichnungen
- Innovativstes Tourismuskonzept im Jahr 2009 durch Vorarlberg Tourismus[13]